# Boeckosimus edwardsi
Boeckosimus edwardsi är en kräftdjursart som beskrevs av Kroyer 1846. Boeckosimus edwardsi ingår i släktet Boeckosimus och familjen Lysianassidae. Inga underarter finns listade i Catalogue of Life.